# Safranbolulu Izzet Mehmet Pascià
Safranbolulu Izzet Mehmet Pascià (Safranbolu, 1743 – Manisa, 18 settembre 1812) è stato un politico ottomano. 
Fu un gran visir dell'Impero Ottomano e prestò servizio dal 1794 al 1798.

## Biografia
Izzet Mehmet Pascià nacque a Safranbolu (oggi nella provincia di Karabük in Turchia). Suo zio era il Kapudan Pascià (grand ammiraglio) Hacı Benli Mustafa Pascià. Izzet Mehmed Pascià venne a Istanbul nel 1759/1760 per lavorare con lui. Nel 1778 sposò la figlia di Halil Hamid Pascià, diventando suo genero.
Ha poi servito come governatore ottomano di Gedda (1787-1790), Morea (1790-1791), ed Egitto (maggio 1791 - settembre 1794).
Il 19 ottobre 1794 fu nominato gran visir dal sultano Selim III. Fu congedato il 30 agosto 1798 ed esiliato a Chio (ora isola della Grecia), e poi a Manisa, dove morì il 18 settembre 1812.

## Eredità
Izzet Mehmet commissionò una torre dell'orologio nel 1797 ed una moschea nel 1798 nella sua città natale di Safranbolu (vedi Moschea di İzzet Mehmet Pascià).

## Voci correlate

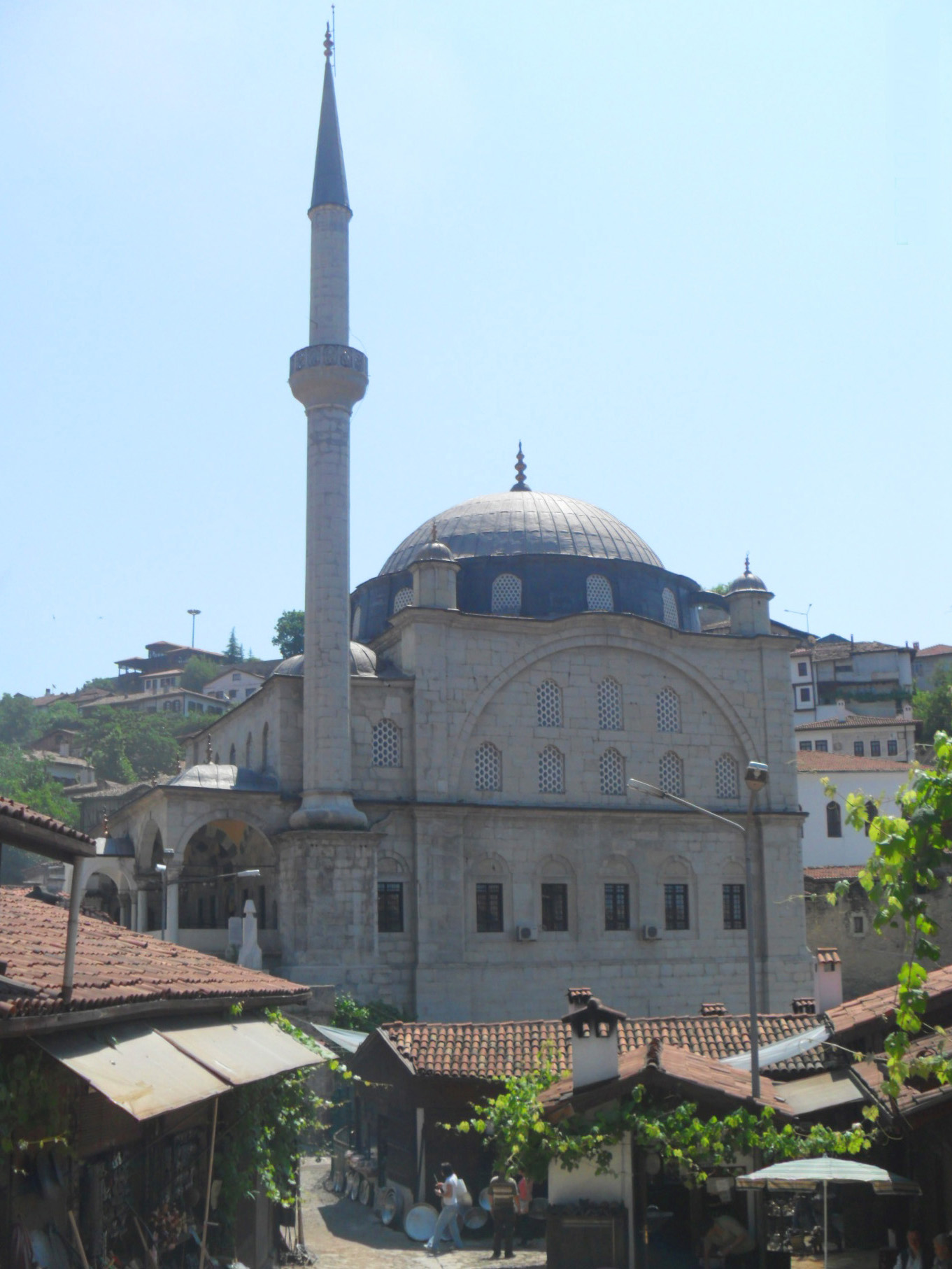
Moschea di İzzet Mehmet a Safranbolu